# 捷威中心體育館
大學公園市捷威中心是一座位於喬治亞州大學公園市面積9290平方公尺的綜合性體育館。本體育館是NBA G聯盟大學公園市天鷹和WNBA亞特蘭大美夢的主場 。
體育館的首個公共活動式2019年11月9日的開放日，而天鷹隊於體育館的首場賽事於11月21日舉行。

## 外部連結
- 官方網站 （页面存档备份，存于）
- 大學公園市天鷹  （页面存档备份，存于）
- 亞特蘭大美夢  （页面存档备份，存于）